# كورت كروغر (ممثل)
كورت كروغر (بالألمانية: Kurt Kreuger) هو ممثل ألماني ولد في 23 يوليوز عام 1916 وتوفي في 12 يوليوز عام 2006، كان كروغر الثالث من بين أكثر الممثلين الذكور المطلوبين في شركة أفلام فوكس للقرن العشرين (توينتيث سينشوري ستوديوز 20th Century Fox). قام بالبطولة إلى جانب ممثلين آخرين، إنغريد برغمان وهمفري بوغارت.

## حياته الشخصية
ولد كورت كروغر في ميخندورف قرب بوستدام لكنه ترعرع في سويسرا (في سان موريتز). توفي في مركز سيدرز سايناي الطبي ب لوس أنجلوس بعد سكتة دماغية.

## الدراسة
درس كورت كروغر بمدرسة لندن للاقتصاد. تسجل بجامعة كولومبيا والتحق بها لكي يدرس الطب، لكنه سرعان ما تركها ليتبع حياته المهنية في التمثيل.

## أعماله
من بين أعماله السينمائية:
- قم يا حبيبي (1943)، بدون أن يُشار إلى اسمه
- الصحراء (1943)، كابتن فون شليتوف
- العنكبوت (1945)، إرنست، المعروف باسم الغارون الكبير
- الركن المظلم (1946)، آنثوني جاردين
- الساعة الزرقاء (1953)، دولونغ
- العدو بالأسفل (1957)، فون هوليم
- مذبحة يوم الفالنتاين (1967)، جيمس كلارك

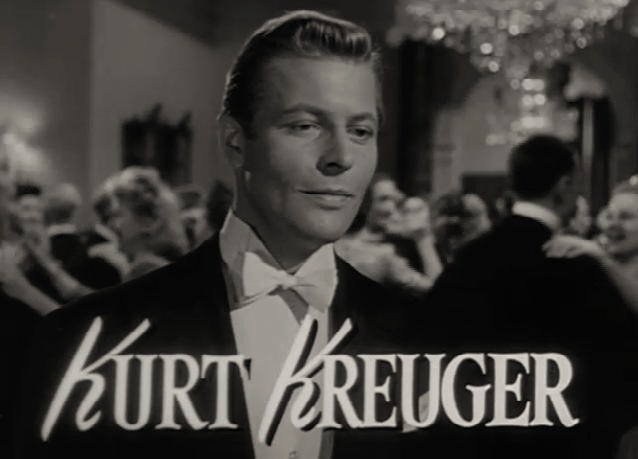
كورت كروغر في فيلم The Dark Corner 1946 (الركن المظلم)